# Soldados Búfalo
Soldados Búfalo (del inglés: Buffalo Soldier) es un apodo, nacido inicialmente para hacer referencia a los miembros afroamericanos del 10.º Regimiento de Caballería del Ejército de los Estados Unidos, creado el 21 de septiembre de 1861 en Fort Leavenworth, en el estado de Kansas. Al final este término se aplicó a los 9.º y 10.º Regimientos de Caballería, así como a los 24.º y 25.º Regimientos de Infantería.

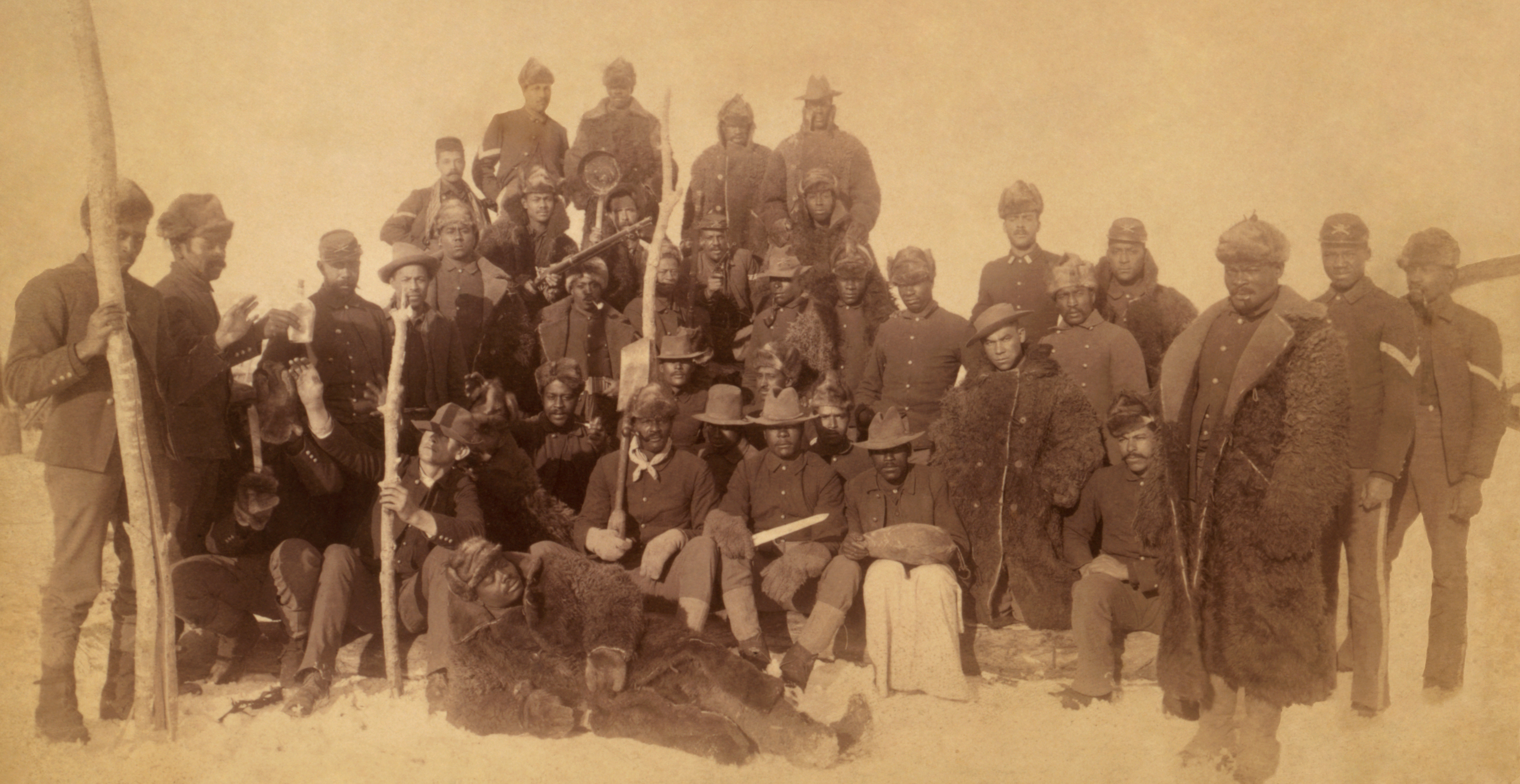
Soldados Búfalo del 25.º Regimiento de Infantería en 1890.

A pesar de que varios regimientos compuestos por personas afrodescendientes fueron reclutados durante la guerra de Secesión para combatir encuadrados en los Ejército de la Unión para el combate contra el Ejército de la Confederación (incluyendo al célebre 54.º Regimiento de Infantería de Voluntarios de Massachusetts y las numerosas tropas de color de Estados Unidos), los Soldados Búfalo fueron reconocidos por el Congreso de los Estados Unidos como los primeros regimientos integrados en el Ejército regular estadounidense compuestos únicamente por gente afrodescendiente.
El 6 de septiembre de 2005 falleció, a la edad de 111 años, Mark Matthews, que era el último Soldado Búfalo que aún vivía. Fue inhumado en el Cementerio Nacional de Arlington.

## Origen del nombre
Los kiowas dieron este nombre al 10.º Regimiento de Caballería movidos por la admiración que les suscitaba, tras una serie de enfrentamientos con este regimiento en la zona del oeste de Kansas. Se supone que el término se refería a alguno de los siguientes supuestos:
- a los cabellos de los soldados, de los que se decía se parecían a la crin de los bisontes o búfalos
- a otras características de tipo más general atribuidas a los búfalos, como su ferocidad, su fuerza o su capacidad de resistencia física.

## Sus servicios de armas

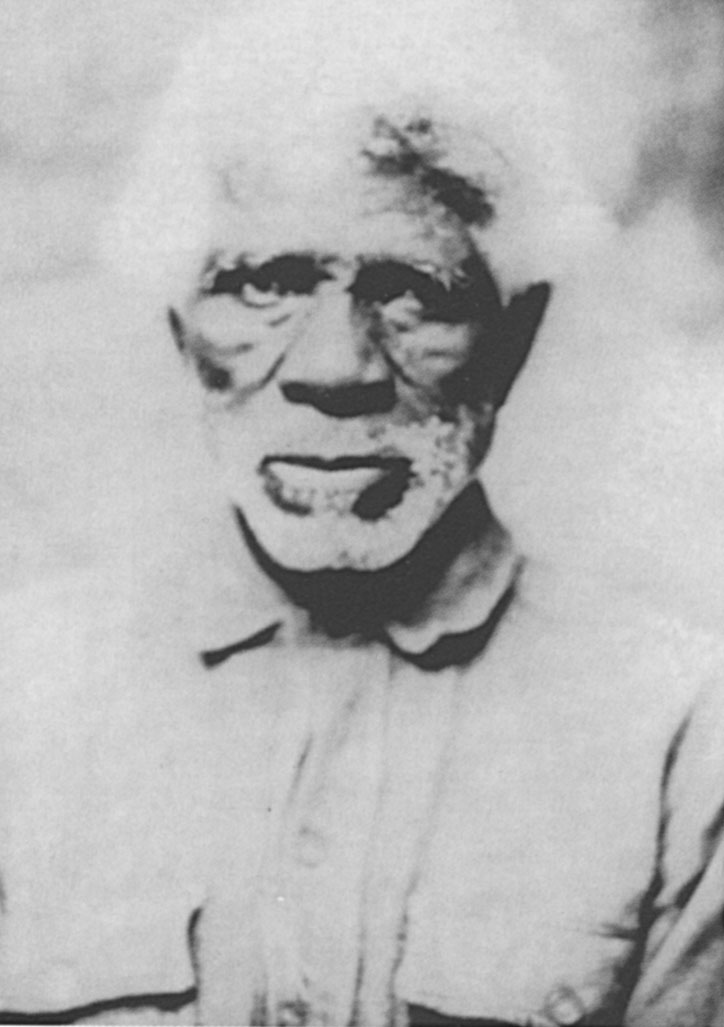
Pompei Factor, Soldado Búfalo condecorado con la Medalla de Honor en 1875.

Durante la guerra de Secesión, el Gobierno de los Estados Unidos organizó una serie de regimientos conocidos genéricamente como United States Colored Troops, compuestos por soldados de raza negra bajo el mando de oficiales de raza blanca. Tras la guerra, el Congreso decidió la reorganización del Ejército, autorizando la creación de dos regimientos de Caballería para soldados de raza negra, los 9.º y 10.º regimientos de Caballería, así como cuatro regimientos de Infantería, los 38.º, 39.º, 40.º y 41.º Regimientos de Infantería. Los 38.º y 41.º fueron reformados, pasando a ser el 25.º Regimiento de Infantería, con base en Fort Clark, en Texas, en abril de 1869. Todas estas unidades estaban compuestas por soldados de raza negra bajo el mando de oficiales de raza blanca, como Benjamin Grierson o Ranald S. Mackenzie, y ocasionalmente por oficiales de raza negra, como Henry Ossian Flipper.
Entre 1866 y principios de los años 90 del siglo XIX, dichos regimientos estuvieron destinados en diversos lugares del sudoeste de los Estados Unidos o bien en las Grandes Llanuras. Participaron en consecuencia en numerosas campañas militares, siendo distinguidos con honores por sus actuaciones. Trece soldados y seis oficiales de estos regimientos recibieron la Medalla de Honor del Congreso durante las Guerras Indias. Aparte de su participación en las campañas militares, los Buffalo Soldiers tuvieron otras actuaciones a lo largo de la frontera, desde la construcción de carreteras a la escolta del Servicio Postal de los Estados Unidos.
Finalizadas las guerras indias en los años 1890, estos regimientos siguieron en activo, participando en la guerra contra España (cabe destacar su actuación durante la batalla de la Colina de San Juan o Battle of San Juan Hill para los angloparlantes), durante la que sus componentes recibieron otras cinco Medallas de Honor del Congreso de los Estados Unidos. También participaron en la intervención estadounidense en México en 1916 y en la guerra filipino-estadounidense.
En total, más de 20 Buffalo Soldiers recibieron la Medalla de Honor, la distinción más alta para las Fuerzas Armadas estadounidenses.

## Prejuicios estructurales
Los Buffalo Soldiers fueron a menudo víctimas de prejuicios raciales tanto por miembros del propio Ejército como de civiles de las zonas en que se hallaban destacados. Ello comportó ocasionalmente actos de violencia. Algunos Buffalo Soldiers estuvieron implicados en los disturbios raciales acontecidos en la ciudad de Río Grande en 1899, en Brownsville en 1906, o en Houston en 1917 con el asesinato de cuatro policías durante unos disturbios en 1917.
Los Buffalo Soldiers no participaron como unidades organizadas en la Primera Guerra Mundial, si bien algunos suboficiales con experiencia fueron adscritos a otras unidades negras destinadas al combate (como el 317.º Batallón de Ingenieros).
A principios del siglo XX, los Buffalo Soldiers fueron utilizados como fuerza de trabajo o como tropas de servicio, y no como unidades de combate. Durante la Segunda Guerra Mundial, los 9.º y 10.º regimientos de Caballería fueron desmantelados, y los soldados que a ellos pertenecían fueron destinados a unidades auxiliares. No obstante, uno de los regimientos de Infantería, el 24.º, combatió en el teatro de operaciones del Océano Pacífico, al igual que la 92.ª División de Infantería, apodada la División de los Soldados Búfalo.

## La guerra de Corea y la integración
El 24.º Regimiento de Infantería luchó en la guerra de Corea, siendo el único regimiento formado únicamente por personas de raza negra que participó en combate. Fue desmantelado en 1951, siendo sus soldados destinados a otras unidades en Corea.
Un monumento está consagrado a los Buffalo Soldiers; se encuentra en el estado de Kansas, en Fort Leavenworth. El que luego sería jefe del Estado Mayor Conjunto Colin Powell, leyó el discurso de inauguración del mismo en julio de 1992.